# Course aérienne des deux Roses
La course aérienne des deux Roses est une épreuve sportive organisée en 1913 par le journal Yorkshire Evening News. Elle tire son nom de la guerre des Deux-Roses qui opposa les Maisons de Lancaster et de York au XVe siècle.

## Organisation de l'épreuve
Le derby aérien organisé autour de Londres connaissant un succès populaire considérable, le Yorkshire Evening News décida d’organiser une course similaire à disputer sur 100 miles (161 km) entre le meilleur avion du Lancashire et son meilleur concurrent du Yorkshire. Implantée à Leeds, Blackburn Aeroplane and Motor Company Ltd était toute indiquée pour représenter le Yorkshire et un défi fut donc lancé à A.V.Roe and Company (de Manchester) dont le nouveau biplan Avro 504 s'était bien comporté durant le Derby.
Décollant du Yorkshire Aerodrome, à Leeds, les appareils devaient longer la route Leeds-Harrogate, revenir sur Moortown et regagner leur point de départ avec atterrissages obligatoires à York, Doncaster, Sheffield et Barnsley. Chaque pilote devait emporter avec lui 50 exemplaires d’une édition spéciale du Yorkshire Evening News et les distribuer aux spectateurs durant les 20 minutes d’arrêt obligatoire au sol à chaque escale. Harold Blackburn sélectionna le Blackburn I, un monoplan construit l'année précédente pour le Dr M.G. Christie. Les deux aéroplanes étant biplaces, on s’accorda à emmener un passager dans chaque appareil. Le Dr Christie accompagnait donc Blackburn, tandis que Fred Raynham, pilote d'essais chez Avro, était accompagné de Humphrey Verdon-Roe.

## Déroulement de la course

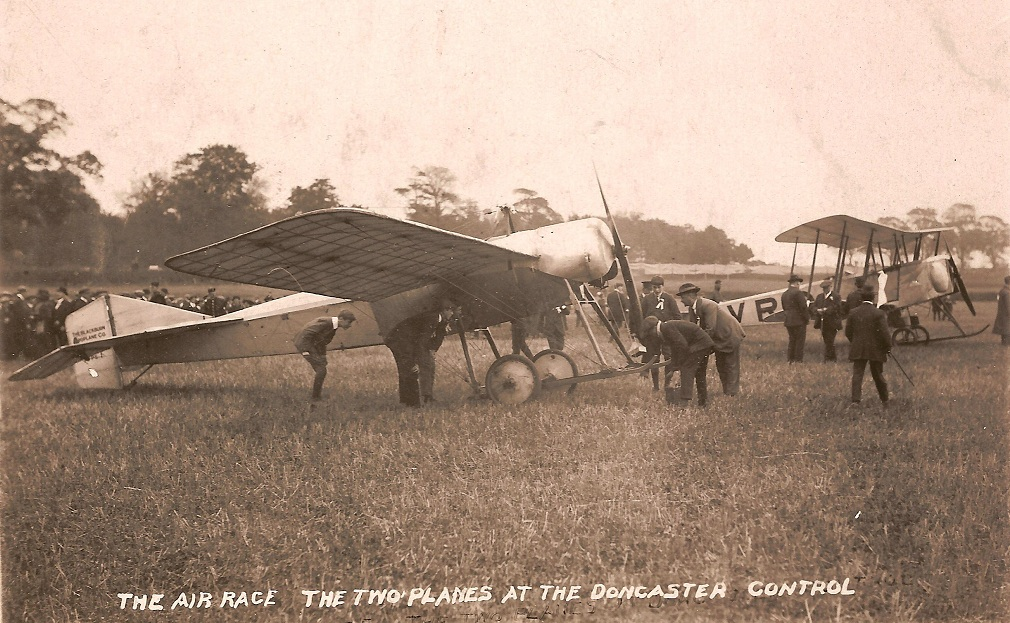
Le Blackburn Type I et l'Avro 504 au point de contrôle de Doncaster.

Le 2 octobre 1913, tandis que le Français Henri Salmet donnait des baptêmes de l’air pour occuper les spectateurs nombreux, on fit chauffer les moteurs des deux concurrents, qui franchirent la ligne de départ à 14 h 14. Ils se posèrent 25 minutes plus tard à York, Raynham devançant Blackburn d’une minute. Légèrement retardés par un chien errant sur le terrain, ils repartirent à 15 h 1 et, malgré des nappes de brouillard, se posèrent ensemble à Doncaster à 15 h 33. Quand ils repartirent 18 minutes plus tard le brouillard s’est sérieusement épaissi, handicapant Raynham qui connaissait mal le Yorkshire. Blackburn se posa donc à Sheffield 4 minutes avant lui et redécolla à 16 h 42 pour se poser à Barnsley 13 minutes plus tard. Il repartit à 17 h 19, alors que Raynham n’était pas encore arrivé. En fait, en raison du brouillard, l’équipage Avro avait survolé Barnsley et s'était posé à Dewsbury. Réalisant leur erreur ils décidèrent de ne pas faire demi-tour mais de gagner directement Leeds, pour franchir la ligne d’arrivée à 17 h 30, soit 18 minutes avant Blackburn, qui avait passé 24 minutes à Barnsley.   

## Le vainqueur
L’équipage Avro n’ayant pas pointé à un relais le Yorkshire fut déclaré vainqueur mais on objecta dans l’autre camp que l’épreuve s’étant disputée uniquement dans le Yorkshire, Blackburn avait été avantagé par le mauvais temps. Il fut donc décidé de renouveler la course l’année suivante, dans le Lancashire cette fois. La guerre empêchera cette course de se dérouler, mais Harold Blackburn abandonna ensuite la formule monoplan, achetant même un Avro 504 en juillet 1914. 